# Göteborg

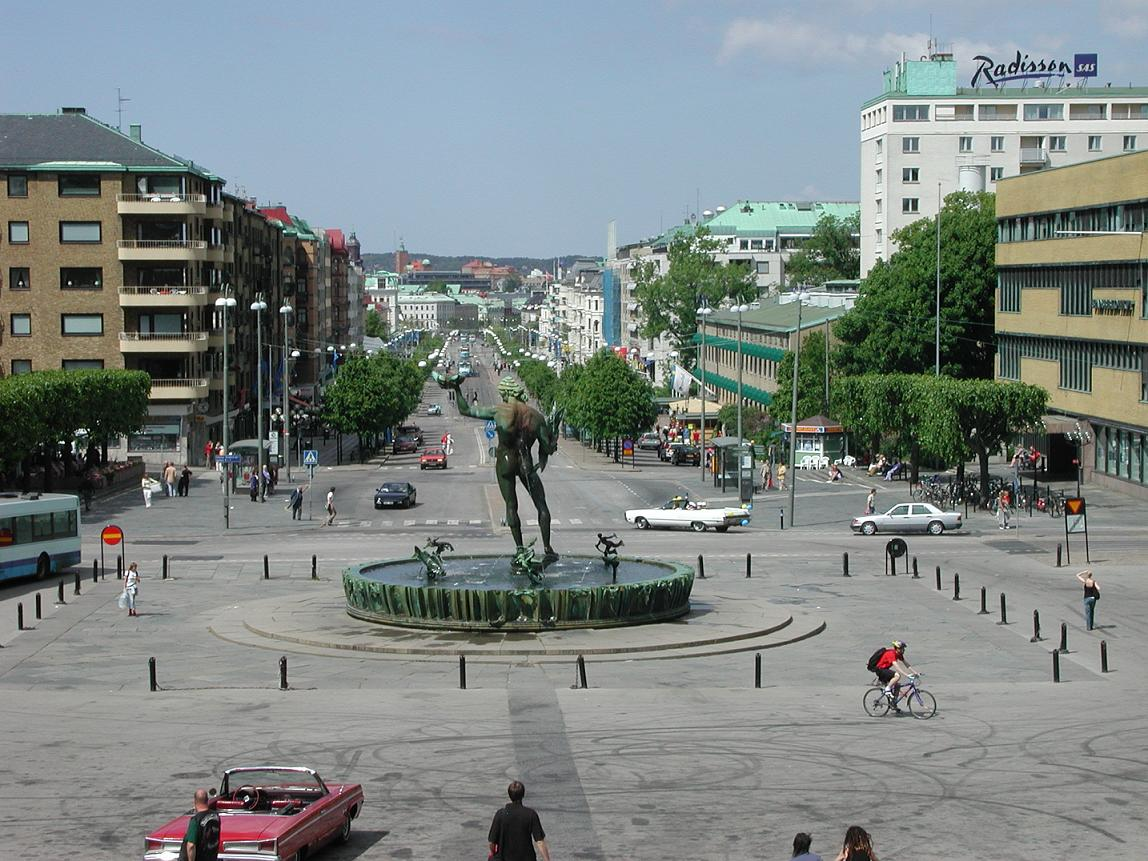
Götaplatsen

Göteborg ( ? i  escolteu-ne la pronunciació en suec) és la segona ciutat més gran de Suècia i la cinquena dels països nòrdics. Té una població d'aproximadament 533.000 habitants, i amb la seva àrea metropolitana arriba fins als 1,1 milions d'habitants. Fundada l'any 1621, el seu nom significa 'ciutat dels gots' o 'fortalesa dels gots'.
Situada a mig camí entre Oslo (capital de Noruega) i Copenhaguen (capital de Dinamarca), i a la desembocadura del riu Göta Älv, la ciutat és un centre de transports de la part oest de Suècia. Té el port comercial més gran del país, i gran empreses industrials com Volvo i SKF són controlades des de Göteborg.

## Història
La prehistòria de Göteborg comença amb la fundació de Götaholm el 1473, al lloc on el riu Säveån desemboca al Göta Älv, a l'est. Götaholm fou seguit de Nya Lödöse a l'actual barri de Gamlestaden, i Älvsborg més a l'oest.
L'any 1621 finalment es va fundar la nova ciutat de Göteborg, a l'estuari del Göta Älv. En aquells temps l'estat suec va augmentar la seva presència en l'àrea, i va sorgir necessitat d'un port a la mar (Kattegat).
Quant a la construcció de la nova ciutat, es va importar la tècnica de construir canals dels Països Baixos.
El nom de la ciutat ha anat variant al llarg de la història: Giötheborg (1605), Göteborgh o Gothenburg (1607) i Gamle Gotenburg (1619). Gothenburg és el nom estàndard en anglès. El nom significa "ciutat fortificada a l'estuari de Göta Älv".

### Evolució demogràfica
A continuació s'enumeren dades del nombre d'habitants en la urbanització de Göteborg. El nombre d'habitants en l'actual municipi de Göteborg és 554.540 (2016) i en l'actual regió metropolitana de Göteborg 993.453 (2016).
- 1635: 1.150 habitants
- 1675: >4.000[3]
- 1750: 10.000[3]
- 1800: 13.000[3]
- 1900: 130.000[3]
- 2000: 496.000
- 2015: 572.799[6]

## Geografia i comunicacions
És important la via fluvial que uneix la ciutat amb la capital sueca, Estocolm, per l'interior del país. Es tracta del Göta Älv (un riu a l'oest) i del canal Got (a l'est), per on circulen vaixells d'un cert calat. Aquest canal connecta una sèrie de llacs – entre d'altres, dos dels més importants del país, el Vänern i el Vättern.
També és ressenyable el paisatge de la costa, que contrasta amb el de la resta del país, amb un ampli arxipèlag d'illes granítiques que esquitxen tot el litoral de la ciutat i la província al nord (Bohuslän). Són illes dignes de fer-hi una passejada turística Marstrand, Tjörn i Öckerö, entre d'altres.
Göteborg té la més gran xarxa de tramvies de Suècia.

## Clima

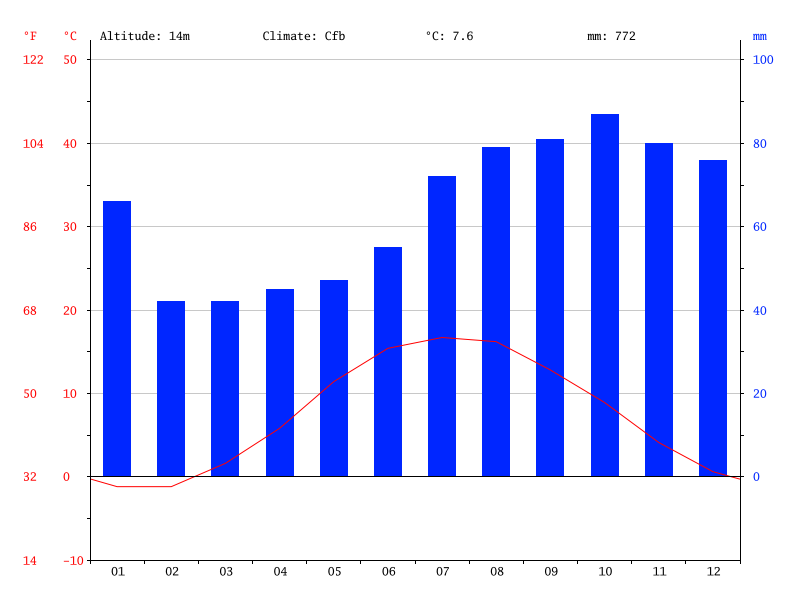
Climograma de Göteborg

El clima de Göteborg és oceànic. A l'estiu les temperatures màximes ronden els 19-22 °C i les mínimes, 10-13 °C. A l'hivern les màximes ronden els 0-2 °C i les mínimes, -2 - -4 °C. Les precipitacions són abundants i regulars sent l'estiu i la tardor les estacions més plujoses i la primavera la més seca. La màxima temperatura registrada a Göteborg va ser de +30 °C, que va ser registrada al juliol. La temperatura més baixa que es va registrar és de -20 °C, al desembre.

## Economia
És una important ciutat industrial, amb factories de Volvo, i SKF, i té el principal port de Suècia i un dels més grans de tot Escandinàvia. Són destacables nombrosos edificis del centre urbà, així com tota una xarxa de canals que travessen la ciutat, dissenyats per arquitectes neerlandesos a partir del segle xvii. El segle xix, la ciutat va experimentar una forta industrialització de la mà d'homes de negocis anglesos i escocesos.
Göteborg és una ciutat marcada per a la seva situació prop a la costa oest de la Suècia, i la pesca va ser important. Al centre de la ciutat es troba Feskekôrka ("església del peix"), un gran mercat del peix.
La fira del Llibre de Göteborg va ser creada el 1985, i és la fira més gran dedicada als llibres d'Escandinàvia. La ciutat acull molts estudiants, a causa de les seves universitats (Universitat de Göteborg i la Universitat Tecnològica de Chalmers).

## Esport
Göteborg és destacable pels nombrosos clubs esportius: IFK Göteborg, GAIS, Örgryte IS o Göteborg Marvels. L'IFK Göteborg va guanyar la Copa de la UEFA els anys 1982 i 1987. L'estadi esportiu més gran de la ciutat és l'Estadi Ullevi, on es va celebrar la Copa del Món de Futbol 1958, el Campionat del Món d'atletisme de 1995 i el Campionat d'Europa d'atletisme de 2006.

## Ciutats agermanades
Göteborg manté una relació d'agermanament amb les següents ciutats:
- Oslo, Noruega
- Aarhus, Dinamarca, 1946
- Chicago, Estats Units
- Turku, Finlàndia, 1946
- Shanghai, Xina
- Tallinn, Estònia
- Sant Petersburg, Rússia, 1962
- Bergen, Noruega, 1946
- Cracòvia, Polònia, 1990
- Rostock, Alemanya, 1965
- Municipi Metropolità de Nelson Mandela Bay (Port Elizabeth), Sud-àfrica

Amb Lió (França) no hi ha cap agermanament formal, sinó "una disposició conjunta de cooperar".